# بقية متوسطة
بقية متوسطة (الاسم العلمي: Coreopsis intermedia) هو نوع نباتي يتبع جنس البقية من فصيلة النجمية.